# أكسيد الجرافيت

الهيكل المقترح في 1998 بالمجموعات الوظيفية. A: إيبوكسيد، B: مجموعتي هيدروكسيل، C: مجموعتي كربوكسيل.

أكسيد الجرافيت، معروف سابقًا بحمض الجرافيت، هو مركب من الكربون والأكسجين والهيدروجين بنسب متفاوتة، يمكن الحصول عليه عن طريق معالجة الجرافيت بمؤكسدات وأحماض قوية لحل المعادن الزائدة. المنتج السائب المؤكسد إلى أقصى حد هو مادة صلبة صفراء نسبة الكربون إلى الأكسجين بين 2.1 و 2.9، والتي تحتفظ ببنية طبقة الجرافيت ولكن بتباعد أكبر وغير منتظم.
المواد السائبة تتوزع تلقائيا في المحاليل القاعدية أو يمكن أن توزيعها عبر الصوتنة في المذيبات القطبية لإنتاج صفائح أحادية الجزيء، المعروفة باسم أكسيد الجرافين مماثلة للجرافين، على شكل طبقة واحدة من الجرافيت. استخدمت صفائح أكسيد الجرافين في تحضير مواد قوية تشبه الورق والأغشية والمواد المركبة. في البداية، جذب أكسيد الجرافين اهتمامًا كبيرًا باعتباره وسيطًا محتملاً لتصنيع الجرافين. لا يزال الجرافين المنتج عن طريق تقليل أكسيد الجرافين ذو عيوب كيميائية وهيكلية تمثل مشكلة لبعض التطبيقات ولكنه مفيد لبعض التطبيقات الأخرى.

## التاريخ والتحضير
حضر الكيميائي بنجامين سي برودي أكسيد الجرافيت لأول مرة في أكسفورد في عام 1859، عن طريق معالجة الجرافيت بمزيج من كلورات البوتاسيوم وحمض النيتريك المدخن. أبلغ عن تركيب «رقائق تشبه الورق» بسمك 0.05 مم. في عام 1957، طور هامرز وهوفمان طريقة أكثر أمانًا وسرعة وفعالية تسمى طريقة هامرز، وذلك باستخدام مزيج من حمض الكبريتيك H2SO4 ونترات الصوديوم NaNO3 وبرمنجنات البوتاسيوم KMnO4، والتي لا تزال مستخدمة على نطاق واسع، غالبًا مع بعض التعديلات. يمكن تصنيع أكبر أكسيد جرافيت أحادي الطبقة بهيكل كربوني سليم للغاية وأدنى حد من تركيزات الشوائب المتبقية في حاويات خاملة باستخدام متفاعلات ومذيبات نقية للغاية.

## البنية
تعتمد بنية وخصائص أكسيد الجرافيت على طريقة تخليق ودرجة أكسدة معينة. عادةً ما يحافظ على بنية طبقة الجرافيت الأصلية، ولكن الطبقات ملتوية ويكون التباعد بين الطبقات أكبر مرتين تقريبًا (~ 0.7 نانومتر) من الجرافيت. بالمعنى الدقيق لكلمة «أكسيد» يعد اسم غير صحيح ولكنه راسخ تاريخيًا. إلى جانب مجموعات إيبوكسيد الأكسجين، فإن المجموعات الوظيفية الأخرى التي عثر عليها تجريبياً هي: الكاربونيل (C = O)، الهيدروكسيل (-OH)، الفينول، ولأكاسيد الجرافيت المحضرة باستخدام حمض الكبريتيك (على سبيل المثال طريقة هامرز) توجد بعض شوائب الكبريت بشكل مجموعات من الكبريتات العضوية مثلا. لا يزال الهيكل التفصيلي غير مفهوم بسبب الفوضى القوية والتعبئة غير المنتظمة للطبقات.
يتقشر أكسيد الجرافيت ويتحلل عند تسخينه بسرعة في درجات حرارة عالية نسبيا (~ 280-300 °C) ويتكون كربون لابلوري مشتت، يشبه إلى حد ما الكربون النشط.

## خصائص السطح
من الممكن تعديل سطح أكسيد الجرافين لتغيير خصائصه. يحتوي أكسيد الجرافين على خصائص سطح فريدة تجعله مادة خافضة للتوتر السطحي جيدة جدًا لاستقرار أنظمة الاستحلاب المختلفة. يظل أكسيد الجرافين في واجهة أنظمة المستحلبات بسبب الاختلاف في الطاقة السطحية للمرحلتين اللتين تفصلهما الواجهة.

## التطبيقات

### تصنيع الجرافين
جذب أكسيد الجرافيت اهتمامًا كبيرًا كطريق محتمل للإنتاج على نطاق واسع ومعالجة الجرافين، وهي مادة ذات خصائص إلكترونية غير عادية. يعد أكسيد الجرافيت عازل،  شبه موصل تقريبًا، وذو توصيلية  بين 1 و 5 × 10 −3 سيمنز/سم عند جهد انحياز 10 فولت  ومع ذلك، يتشتت أكسيد الجرافيت كونه محبا للماء بسهولة في الماء، ويتفتت إلى رقائق دقيقة، غالبًا طبقة واحدة سميكة. ويؤدي الاختزال الكيميائي لهذه الرقائق إلى تكون مستعلق من رقائق الجرافين. قيل أن أول ملاحظة تجريبية للجرافين أبلغ عنها هانس بيتر بوم في عام 1962. وفيه أثبت وجود رقائق مختزلة من أكسيد الجرافين أحادية الطبقة. مؤخرًا، اعترف أندريه غييم بمساهمة بوم الحائز على جائزة نوبل لأبحاث الجرافين.

### تنقية المياه
دُرس مدى فعالية أكاسيد الجرافيت لتحلية المياه باستخدام التناضح العكسي بداية من الستينيات. وفي عام 2011 صدر بحث إضافي.
في عام 2013، أعلنت شركة لوكهيد مارتن عن مرشح الجرافين Perforene. تدعي شركة لوكهيد أن المرشح يقلل من تكاليف الطاقة لتحلية المياه بالتناضح العكسي بنسبة 99٪. وزعمت أن الفلتر كان أرق 500 مرة من أفضل مرشح في السوق، وأقوى ألف مرة ويتطلب 1٪ من الضغط. من المتوقع ألا يصدر المنتج حتى عام 2020.
أظهرت دراسة أخرى أن أكسيد الجرافيت يمكن هندسته للسماح بمرور الماء، مع الاحتفاظ ببعض الأيونات الأكبر حجمًا. تسمح الشعيرات الضيقة بالنفاذ السريع بواسطة المياه أحادية الطبقة أو ثنائية الطبقة. تتميز الصفائح متعددة الطبقات بهيكل مشابه للصدف، والذي يوفر قوة ميكانيكية في ظروف خالية من الماء. لا يمكن للهيليوم المرور عبر الأغشية في ظروف خالية من الرطوبة، ولكنه يمر بسهولة عند تعرضه للرطوبة، بينما يمر بخار الماء بدون مقاومة. تعد الصفائح الجافة محكمة الإغلاق، ولكنها مغمورة في الماء، فهي تعمل كمناخل جزيئية، وتمنع بعض المواد المذابة.
في عام 2015، ابتكر فريقٌ شاي من أكسيد الجرافين الذي أزال على مدار يوم 95٪ من المعادن الثقيلة في محلول مائي.
قام أحد المشاريع بوضع طبقات من ذرات الكربون في قرص العسل، مكونا بلورة سداسية الشكل يبلغ عرضها وطولها حوالي 0.1 ملم، بثقوب تحت نانومترية. زاد العمل اللاحق من حجم الغشاء إلى عدة مليمترات.
في عام 2016، طور مهندسون أغشية تعتمد على الجرافين يمكنها تصفية المياه الملوثة/المالحة باستخدام الطاقة الشمسية. استخدمت البكتيريا لإنتاج مادة تتكون من طبقتين من النانو سليلوز. تحتوي الطبقة السفلية على السليلوز النقي، بينما تحتوي الطبقة العلوية على السليلوز وأكسيد الجرافين، اللذين يمتصان ضوء الشمس وينتجان الحرارة. يقوم النظام بسحب الماء من الأسفل إلى المادة. ينتشر الماء في الطبقة العليا، حيث يتبخر ويترك وراءه أي ملوثات. يتكثف البخار في الأعلى، حيث يمكن التقاطه. يتكون الغشاء عن طريق إضافة طلاء سائل مرارًا وتكرارًا فيتصلب. تنتج البكتيريا ألياف نانوسليلوز متناثرة مع رقائق أكسيد الجرافين. الغشاء خفيف ويمكن تصنيعه بسهولة على نطاق واسع.

## السمية
اكتشف العديد من الآليات الكامنة وراء سمية المواد النانوية للجرافين (أكسيد)، على سبيل المثال، التدمير المادي، الإجهاد التأكسدي، تلف الحمض النووي، الاستجابة الالتهابية، موت الخلايا المبرمج، الالتهام الذاتي، والنخر. في هذه الآليات، تشترك المسارات المعتمدة على (مستقبل شبيه بالتول) TLR-، عامل النمو المحول بيتا (TGF-β-) وعامل نخر الورم ألفا (TNF-α) في شبكة مسار الإشارة، والإجهاد التأكسدي يلعب دورًا حاسمًا في هذه المسارات. أظهرت العديد من التجارب أن المواد النانوية من الجرافين (أكسيد) لها آثار جانبية سامة في العديد من التطبيقات البيولوجية، ولكن هناك حاجة إلى مزيد من الدراسة المتعمقة لآليات السمية. وفقًا لإدارة الغذاء والدواء الأمريكية، فإن الجرافين، وأكسيد الجرافين، وأكسيد الجرافين المختزل يؤدي إلى تأثيرات سامة في المختبر وفي الجسم الحي. المواد النانوية لعائلة الجرافين (GFN) غير معتمدة من قبل إدارة الغذاء والدواء الأمريكية للاستهلاك البشري.